# APKÁ
APKÁ (estilizado como APKÁ!) é o quinto álbum de estúdio da cantora e compositora brasileira Céu, foi lançado em 13 de setembro de 2019. O álbum foi produzido pelo francês Hervé Salters e Pupillo, e com co-produção de Céu.
O álbum venceu o Grammy Latino de Melhor Álbum Pop Contemporâneo em Língua Portuguesa, além de ser indicado à categoria de Melhor Álbum de Engenharia de Gravação. A faixa "Pardo", composta por Caetano Veloso, foi indicada na categoria de Melhor Canção em Língua Portuguesa. O disco foi também eleito um dos 25 melhores álbuns brasileiros do segundo semestre de 2019 pela Associação Paulista de Críticos de Arte.

## Sobre o álbum

### Título
A palavra que dá título ao álbum, APKÁ!, veio do segundo filho da artista, Antonino. De acordo com Céu, esta foi uma palavra inventada por ele — e uma das primeiras que  pronunciou — para expressar satisfação ou alegria. Repetida de forma reiterada ao longo do processo de construção do disco, Céu concluiu que essa seria a melhor forma de traduzir o trabalho: como um grito de satisfação — e de alerta — para o mundo. .

### Sonoridade
Em entrevista para o portal NOIZE a cantora contou sobre a proposta de som do disco.
| “ | “Eu enxergo como um caminho natural de uma busca que foi culminando nisso. Meu primeiro disco (2005) traz muitas das minhas referências primordias. O Vagarosa (2009) traz a questão da gravidez também, o Vagarosa é quase um ninho, é um disco que já fala muito de amor, de dar espaço pro amor, e tem sons contemporâneos intensos. O Caravana Sereia Bloom (2012) já traz a guitarra. No Tropix (2016) é como se eu tivesse só deixando as coisas ainda mais claras e dando um acabamento, vamos dizer assim, para uma situação que eu tô apontando, para um lugar que eu tô apontando. E o APKÁ! é uma consequência, acho que é mais uma forma de um mesmo caminho. ", explica a cantora. | ” |

## Lista de faixas
| N.º | Título                           | Compositor(es)      | Duração |  |
| 1.  | "Off (Sad Siri)"                 | Céu Hervé Salters   | 3:53    |  |
| 2.  | "Coreto"                         | Céu                 | 4:14    |  |
| 3.  | "Forçar o Verão"                 | Céu                 | 3:11    |  |
| 4.  | "Corpocontinente"                | Céu Salters         | 3:31    |  |
| 5.  | "Pardo"                          | Caetano Veloso      | 4:33    |  |
| 6.  | "Nada Irreal"                    | Céu Salters         | 4:10    |  |
| 7.  | "Make Sure Your Head Is Above"   | Dinho Almeida       | 3:18    |  |
| 8.  | "Fênix do Amor"                  | Céu Salters Pupillo | 4:09    |  |
| 9.  | "Rotação"                        | Céu Salters         | 3:16    |  |
| 10. | "Ocitocina (Charged)"            | Céu Salters Pupillo | 5:07    |  |
| 11. | "Eye Contact" (Part. Tropkillaz) | Céu Salters         | 3:16    |  |

## Turnê
| Datas                  | Datas          | Datas          | Datas                   | Datas          |
| Data                   | Cidade         | País           | Local                   |                |
| América do Sul         | América do Sul | América do Sul | América do Sul          | América do Sul |
| ---------------------- | -------------- | -------------- | ----------------------- | -------------- |
| 19 de setembro de 2019 | São Paulo      | Brasil         | Sesc Pompeia            |                |
| 20 de setembro de 2019 | São Paulo      | Brasil         | Sesc Pompeia            |                |
| 21 de setembro de 2019 | Guarulhos      | Brasil         | Sesc Guarulhos          |                |
| 22 de setembro de 2019 | Guarulhos      | Brasil         | Sesc Guarulhos          |                |
| 28 de setembro de 2019 | Brasília       | Brasil         | Parque da Cidade        |                |
| 5 de outubro de 2019   | Jundiaí        | Brasil         | Sesc Jundiaí            |                |
| 19 de outubro de 2019  | Belo Horizonte | Brasil         | Sesc Palladium          |                |
| 1 de novembro de 2019  | São Paulo      | Brasil         | Audio Club              |                |
| 11 de novembro de 2019 | Salvador       | Brasil         | Chácara Baluarte        |                |
| 14 de novembro de 2019 | Santa Maria    | Brasil         | Balneário Ouro Verde    |                |
| 16 de novembro de 2019 | Curitiba       | Brasil         | Pedreira Paulo Leminski |                |
| 21 de novembro de 2019 | Porto Alegre   | Brasil         | Bar Opinião             |                |
| 23 de novembro de 2019 | Bauru          | Brasil         | Sesc Bauru              |                |
| 30 de novembro de 2019 | São Luís       | Brasil         | Praça Maria Aragão      |                |
| 7 de dezembro de 2019  | Rio de Janeiro | Brasil         | Circo Voador            |                |
| 4 de janeiro de 2020   | Fortaleza      | Brasil         | Praia de Iracema        |                |
| 25 de janeiro de 2020  | Florianópolis  | Brasil         | Teatro Ademir Rosa      |                |
| 31 de janeiro de 2020  | São Paulo      | Brasil         | Casa Natura Musical     |                |

1. ↑  Este show é parte do Festival Ocupa!.
2. ↑  Este show é parte do Festival Radioca.
3. ↑  Este show é parte do Morrostock.
4. ↑  Este show é parte do Goat Fest.
5. ↑  Este show é parte do Festival BR135.
6. ↑  Este show é parte do Férias na PI.
7. ↑  Este show é parte do Floripa Jazz Festival.